# Eddo Carlet
Eddo Carlet (Cordignano, 20 gennaio 1950) è un ex calciatore italiano, di ruolo difensore. Anche il figlio Alan, nato a Grosseto durante l'ultima stagione di attività, è stato un calciatore.

## Carriera
Terzino cresciuto nel Vittorio Veneto, debutta in Serie D nel 1966.
L'anno successivo viene ceduto al Torino, con cui debutta in Serie A il 31 marzo 1968 nella partita casalinga contro l'Inter.
Non trovando spazio con i granata, viene ceduto al Novara dove vince il campionato di Serie C 1969-1970 e disputa la successiva stagione in Serie B totalizzando 30 presenze ed un gol nel campionato di Serie B 1970-1971. L'anno seguente passa al Perugia con cui gioca altre 23 gare nella serie cadetta.
Dopo altre brevi apparizioni con il Novara, passa in Serie C al Grosseto, dove dopo una parentesi con il Sorrento nel 1975-1976, termina la carriera nel 1977.

## Palmarès

### Club

#### Competizioni nazionali
- Serie C: 1

Novara: 1969-1970
- Coppa Italia: 1

Torino: 1967-1968